# Goreń Nowy
Goreń Nowy (do 2007 r.: Nowy Goreń) – wieś w Polsce położona w województwie kujawsko-pomorskim, w powiecie włocławskim, w gminie Baruchowo. Do 2007 roku nosiła nazwę Nowy Goreń.
W latach 1975–1998 miejscowość administracyjnie należała do województwa włocławskiego. Według Narodowego Spisu Powszechnego (III 2011 r.) liczyła 62 mieszkańców. Jest szesnastą co do wielkości miejscowością gminy Baruchowo.